# Resolutie 6 Veiligheidsraad Verenigde Naties
Resolutie 6 van de Veiligheidsraad van de Verenigde Naties werd unaniem aangenomen tijdens de 42e vergadering van de Veiligheidsraad op 17 mei 1946. Het was de zesde resolutie van de Veiligheidsraad uit diens eerste werkjaar.

## Achtergrond
Volgens artikel °4 van het Handvest van de Verenigde Naties staat het VN-lidmaatschap open voor alle landen die vrede nastreven, de verplichtingen in het handvest aanvaarden en door de VN zelf geschikt worden bevonden. De Algemene Vergadering van de Verenigde Naties laat kandidaat-lidstaten toe met een aanbeveling van de Veiligheidsraad.

## Inhoud
De Veiligheidsraad hield er rekening mee dat de Algemene Vergadering op 3 september 1946 samen zou komen om nieuwe lidstaten toe te laten die door de Veiligheidsraad werden aanbevolen. De Raad zou in augustus vergaderen om te bepalen of kandidaat-lidstaten al dan niet worden aanbevolen. De Raad zou kandidaturen die vóór 15 juli bij secretaris-generaal Trygve Lie waren binnengekomen laten onderzoeken door een comité bestaande uit vertegenwoordigers van elk lid van de Veiligheidsraad, dat ten laatste op 1 augustus aan de Veiligheidsraad moest rapporteren.